# 달랑베르 연산자
달랑베르 연산자(d’Alembert演算子, d’Alembertian operator)는 민코프스키 공간에서의 라플라스 연산자다. 특수 상대성 이론과 전자기학에서 쓰인다. 기호는 {\displaystyle \square } 또는 {\displaystyle \partial ^{2}}. 장 르 롱 달랑베르가 도입하였다.

## 정의
민코프스키 공간 {\displaystyle (t,x,y,z)}에서, 달랑베르 연산자는 다음과 같다.
{\displaystyle {\begin{aligned}\Box &=\partial _{\mu }\partial ^{\mu }=g_{\mu \nu }\partial ^{\nu }\partial ^{\mu }={\frac {\partial ^{2}}{\partial t^{2}}}-{\frac {\partial ^{2}}{\partial x^{2}}}-{\frac {\partial ^{2}}{\partial y^{2}}}-{\frac {\partial ^{2}}{\partial z^{2}}}\\&={\partial ^{2} \over \partial t^{2}}-\nabla ^{2}={\partial ^{2} \over \partial t^{2}}-\Delta \end{aligned}}}

## 사용
클라인-고든 방정식은 다음과 같다.
{\displaystyle (\Box +\mu ^{2})\psi =0}
진공의 전자기장에서의 파동방정식은 다음과 같다.
{\displaystyle \Box A^{\mu }=0}
여기서 {\displaystyle A^{\mu }}는 민코프스키 공간에서의 전자기 퍼텐셜이다.

## 같이 보기
- 클라인-고든 방정식
- 파동 방정식